# Lidivka, Berezivka
Lidivka (în ucraineană Лідівка) este un sat în comuna Stari Maiakî din raionul Berezivka, regiunea Odesa, Ucraina.

## Demografie
Componența lingvistică a localității Lidivka
     Ucraineană (69,81%)
     Română (20,75%)
Conform recensământului din 2001, majoritatea populației localității Lidivka era vorbitoare de ucraineană (69,81%), existând în minoritate și vorbitori de română (20,75%).